# Lodève
Lodève är en kommun i departementet Hérault i regionen Occitanien i södra Frankrike. Kommunen ligger i kantonen Lodève som tillhör arrondissementet Lodève. År 2022 hade Lodève 7 202 invånare.

## Befolkningsutveckling
Antalet invånare i kommunen Lodève
Referens:INSEE